# Lista de regiões metropolitanas de São Paulo por população
Esta é uma lista das oito regiões metropolitanas e duas aglomerações urbanas do estado de São Paulo, classificadas por população segundo a Fundação Sistema Estadual de Análise de Dados.
|     | RM/AU                           | Cidade-sede           | População  | Imagem |
| --- | ------------------------------- | --------------------- | ---------- | ------ |
| 1º  | São Paulo                       | São Paulo             | 20 284 891 |        |
| 2º  | Campinas                        | Campinas              | 3 304 338  |        |
| 3º  | Vale do Paraíba e Litoral Norte | São José dos Campos   | 2 576 250  |        |
| 4º  | Sorocaba                        | Sorocaba              | 2 166 860  |        |
| 5°  | Baixada Santista                | Santos                | 1 881 706  |        |
| 6°  | Ribeirão Preto                  | Ribeirão Preto        | 1 738 000  |        |
| 7º  | Piracicaba                      | Piracicaba            | 1 508 439  |        |
| 8ª  | São José do Rio Preto           | São José do Rio Preto | 918 016    |        |
| 9º  | Jundiaí                         | Jundiaí               | 825 470    |        |
| 10º | Franca                          | Franca                | 667 416    |        |